# Ван Дамме, Варре
Варре ван Дамме (нидерл. Warre Van Damme; род. 14 января 2003, Брюгге, Бельгия) — бельгийский шорт-трекист, двукратный призёр чемпионатов Европы. Выступает за клуб "Shorttrackclub Kristallijn" (Гент).

## Биография
Варре ван Дамме родился в Брюгге. В возрасте 4-х лет он начал кататься на роликовых коньках, а в 10 лет занялся шорт-треком. Он совмещает оба вида спорта: зимой занимается шорт-треком, а летом — роликовыми коньками. Его брат Фре участвовал в соревнованиях по шорт-треку на национальном уровне среди юниоров. Уже через год Варре участвовал в своих первых соревнованиях. В 2018 году он стал бронзовым призёром чемпионата Бельгии среди юниоров. 
В 2019 году Ван Дамме был выбран для участия в проект "Be Gold", который был направлен на отбор и подготовку талантливых молодых людей. В том же году он участвовал на юниорском чемпионате мира и занял 30-е место из 80 участников. Через год первокурсник медицинского факультета в Лёвенском университете и в то же время лучший фигурист-одиночник в бельгийской сборной участвовал на юношеских Олимпийских играх в Лозанне, где финишировал 19-м на дистанциях 500 и 1000 метров.
В январе 2021 года Ван Дамме дебютировал на чемпионате Европы в Гданьске, где в мужской эстафете его команда финишировала на 5-м месте, а в 2023 году на очередном чемпионате Европы в Гданьске вновь занял 5-е место в эстафете. Ещё через год он в день своего дня рождения впервые завоевал медаль на чемпионате Европы в Гданьске, выиграв серебряную медаль в мужской эстафете. Следом на чемпионате мира в Сеуле занял 7-е место в мужской эстафете.